# کیم مین-سوک (بازیکن تنیس روی میز)
کیم مین-سئوک (انگلیسی: Kim Min-seok؛ زادهٔ ۲۵ فوریهٔ ۱۹۹۲) یک بازیکن تنیس روی میز اهل کره جنوبی است. 
وی در مسابقات کشوری و بین‌المللی در مجموع برنده ۱ مدال طلا، ۴ مدال نقره، ۶ مدال برنز شده‌است.